# 杉山現象
杉山現象（3月12日—），日本插畫家，主要以遊戲軟體插畫為主。

## 作品

### 遊戲軟體
- 《對戰偶像麻將 Final Romance 2》（対戦アイドル麻雀 ファイナルロマンス2）：Video System株式會社（ビデオシステム株式会社）製作。
- 《偶像麻將 Final Romance R》（アイドル麻雀 ファイナルロマンスR）：Video System株式會社製作。
- 《明星之夢》（フォトジェニック）：Sunsoft製作，富峰群資訊代理中文版。
- 《卡哇伊小貓咪》（ファンシア）：AIC Spirits製作，華義國際代理中文版。
- 《公主戰記》（プリンセスクエスト）：IPC製作，華義國際代理中文版。
- 《Maids in Dream》（メイド イン ドリーム）：十八禁遊戲。
- 《雨 ～The Rain～》（雨 ～The Rain～）：十八禁遊戲。
- 《QUILT》（きると）：十八禁遊戲。
- 《Koi-Labo》（こいらぼ）：十八禁遊戲，DIVA（日语：DIVA (ゲームブランド)）製作。
- 《偶像世代 第2次萌子大戰!!》（アイドル♥ジェネレーション 第2次・萌えっ子大戦争!!）：手機遊戲，有限會社Gravis（有限会社グラビス）開發，株式會社Winlight（株式会社ウインライト）發行。
- 《Soleil ～Me, Myself & Master～》（それいゆ ～Me, Myself & Master～）：十八禁遊戲，JIN企畫製作。

### 插畫
- 《水瓶戰記》
- 《Lycee》
- 電擊文庫《Maids in Dream》（メイド イン ドリーム）小說系列：山下卓著，MediaWorks發行。

### 畫集
《新世代漫畫大師作品集2：杉山現象》（マンガアーティスト・ファイル2 すぎやま現象 イラスト作品集）
日文版：株式會社Graphic社（株式会社グラフィック社）2002年11月發行，ISBN 4766113594
中文版：日盛圖書發行，ISBN 986-80564-1-1
《杉山現象畫集：Maids in Dream完全畫集》（すぎやま現象画集 ザ コンプリートワークス オブ メイド イン ドリーム）
日文版：MediaWorks 2004年9月發行，ISBN 4840228108

## 外部連結
- G-factory Club （页面存档备份，存于）（杉山現象官方網站）